# Players Championship (snooker)
Het Players Championship is een professioneel snookertoernooi. Het werd voor het eerst gehouden in maart 2017 en is een van de rankingtoernooien. De eerste editie werd gehouden in Wales en werd gewonnen door Judd Trump.

Dit toernooi is de opvolger van de Players Tour Championship Finals van het Players Tour Championship. Die toernooien werden gehouden tot 2016. Daarna werden de Finals hernoemd naar Players Championship. Sinds dan wordt slechts de top 16 van de wereld daarvoor uitgenodigd.

In 2018/2019 werd ook het Tour Championship geïntroduceerd. Dat is een toernooi voor de top 8 van de wereld.

## Winnaars
| Jaar | Winnaar           | Verliezend finalist | Score | Seizoen   |
| ---- | ----------------- | ------------------- | ----- | --------- |
| 2017 | Judd Trump        | Marco Fu            | 10-8  | 2016/2017 |
| 2018 | Ronnie O'Sullivan | Shaun Murphy        | 10-4  | 2017/2018 |
| 2019 | Ronnie O'Sullivan | Neil Robertson      | 10-4  | 2018/2019 |
| 2020 | Judd Trump        | Yan Bingtao         | 10-4  | 2019/2020 |
| 2021 | John Higgins      | Ronnie O'Sullivan   | 10-3  | 2020/2021 |
| 2022 | Neil Robertson    | Barry Hawkins       | 10-5  | 2021/2022 |
| 2023 | Shaun Murphy      | Ali Carter          | 10-4  | 2022/2023 |
| 2024 | Mark Allen        | Zhang Anda          | 10-8  | 2023/2024 |
| 2025 | Kyren Wilson      | Judd Trump          | 10-9  | 2024/2025 |